# Christophe d’Assonleville
Christophe d’Assonleville (* 1528 in Arras; † 10. April 1607 in Brüssel) war Botschafter von Philipp II. von Spanien bei Elisabeth I. von England.

## Leben
Christophe d’Assonleville pflegte enge Beziehungen zum Bischof von Arras, Antoine Perrenot de Granvelle. Ab 1555 stand d’Assonleville im Dienst von Philipp II. und wurde von diesem 1559 in seinen Staatsrat berufen. Er wurde als Botschafter nach London und Brügge entsandt. Beispielsweise stellte ihm Margarethe von Parma am 24. März 1563 ein Akkreditierungsschreiben für Elisabeth I. von England aus.
Christophe d’Assonleville war Vorsitzender des geheimen Rates in Brüssel von Philipp II. von Spanien.
Er war an den Verhandlungen mit Oranien über die Befriedung des Konfliktes mit den Geusen maßgeblich beteiligt. Dazu gehörte eine Antwort auf die Beschwerden des Adels aus 53 Artikeln, der von der Habsburgerseite als Compromiß bezeichnet wurde. 1566 war er bei der Investitur von linientreuen Bischöfen in Friesland und Geldern maßgeblich beteiligt.
Er war ein williges Werkzeug des Regimes Alba in den Niederlanden. Vertretungsweise für Alba, empfing er beispielsweise den britischen Botschafter in Madrid John Man.
Unter der Herrschaft von Luis de Zúñiga y Requesens war er 1574 wirkliches Mitglied des Staatsraths und Schatzmeister des goldenen Vlieses. 
Er war der Verfasser eines offenen Briefes an die Generalstaaten, den Requesens am 2. September 1575 erließ. Er war ein maßgebliches Mitglied des Staatsraths, welcher von Requesens’ Tod am 5. März 1576 bis zur Ankunft von Juan de Austria in Brüssel am 1. Mai 1577, die Regierungsgeschäfte führte. Beim Staatsstreich von Wilhelm I. von Oranien-Nassau am 4. September 1576 kam er in Brüssel bis zum 23. März 1577 in Haft.
Juan de Austria entsandte Christophe d´Assonleville 1579 zu Verhandlungen mit Matthias nach Köln.
In Köln initiierte er Verschwörungen gegen das Haus Oranien. In diesem Zusammenhang verhandelte er zwischen dem Haus Farnese und Balthasar Gérard, welcher 1584 Wilhelm I. von Oranien-Nassau ermordete und Dufour, der 1594 einen Anschlag auf Prinzen Moritz ausführte. 
Die Statthalter der katholischen Habsburger konfiszierten Eigentum von protestantischen Niederländern. Christophe d’Assonleville war Mitglied der Chambre des Récompenses, welche ab 1582 diese Güter verwaltete.
Auch unter den weiteren habsburger Statthaltern: Ernst von Österreich, Albrecht VII. von Österreich und Isabella Clara Eugenia von Spanien war Christophe d’Assonleville im Staatsrat.